# Роговик стрункий
Роговик стрункий, роговик несправжньоболгарський як Cerastium pseudobulgaricum і роговик Шмальгаузена як Cerastium schmalhausenii (Cerastium gracile) — вид рослин з родини гвоздикових (Caryophyllaceae), поширений у північно-західній Африці й півдні Європи.

## Опис
Однорічна рослина 3–15 см заввишки. Надземні пагони гіллясті. Чашолистки 3–7 мм завдовжки. Пелюстки майже такої ж довжини. Коробочки в 1.5–2 рази довші.
Цвіте у квітні й травні.

## Поширення
Поширений у північно-західній Африці (Марокко, Алжир) й півдні Європи (Португалія, Іспанія, Франція, Балканський півострів, Україна, південь європейської Росії).
В Україні вид зростає на кам'янистих відслоненнях, на пісках — у Степу і Криму, нерідко.